# Polska Partia Pracy - Sierpień 80
De Poolse Partij van de Arbeid - Augustus 80 (Pools: Polska Partia Pracy - Sierpień 80, meestal afgekort tot PPP) is een socialistische partij, die sinds 2001 in Polen bestaat. De partij is tegen de privatisering van staatsbedrijven en staat verder voor: gratis onderwijs en gezondheidszorg, gratis voorbehoedsmiddelen en abortus, erkenning van het homohuwelijk, afschaffing van de dienstplicht en de invoering van een beroepsleger, een 35-urige werkweek, een sterk progessieve belasting en strikte scheiding van kerk en staat. Op het internationale vlak is de partij tegen het Poolse lidmaatschap van de Europese Unie en bepleit in plaats daarvan nauwere samenwerking met Polens oosterburen. 

## Geschiedenis
De partij werd op 11 november 2001 als Alternatief - Partij van de Arbeid (Alternatywa - Partia Pracy, APP) opgericht door activisten van de Vrije Vakbond "Augustus 80" - Confederatie, de Confederatie voor een Onafhankelijk Polen - Vaderland (KPN-O) en Nationale Wedergeboorte van Polen, alsmede enkele politici van de Christelijk-Nationale Unie (ZChN). De partij werd op 28 februari 2002 geregistreerd. Bij de lokale verkiezingen van 2002 behaalde de partij landelijk 1,50% van de stemmen, niet genoeg voor een zetel.
Op 10 januari 2004 veranderde de partij tijdens het tweede partijcongres van naam en werd de naam Poolse Partij van de Arbeid (Polska Partia Pracy) aangenomen. Tijdens het derde partijcongres op 20 november 2009 werd hieraan de tekst Augustus 80 (Sierpień) toegevoegd. 
Hoewel de PPP sinds haar oprichting aan alle verkiezingen heeft meegedaan en meerdere oud-parlementariërs in haar gelederen heeft gehad, heeft de partij nooit een zetel gehaald. In de parlementsverkiezingen van 2005 had de PPP een gezamenlijke lijst met onder meer RACJA, de Communistische Partij van Polen (KPP) en de Poolse Socialistische Partij (PPS), maar deze kreeg slechts 0,77% van de stemmen (waarvan 0,32% voor de PPP-kandidaten). Het beste resultaat behaalde de partij nog in de lokale verkiezingen van 2010, toen de partij landelijk op 1,18% van de stemmen uitkwam. Wel is de PPP korte tijd in het Europees Parlement vertegenwoordigd geweest, nadat een lid van de partij Samoobrona was overgestapt.
In de presidentsverkiezingen van 2005 schoof de PPP haar voorzitter Daniel Podrzycki als kandidaat naar voren, maar deze kwam één dag voor de verkiezingen om het leven bij een verkeersongeval. Aan de presidentsverkiezingen van 2010 werd deelgenomen door Bogusław Ziętek, die slechts 0,18% van de stemmen kreeg.
In september 2011 trad een deel van de trotskistische factie uit de partij. In juni 2013 trad de PPP toe tot de coalitie Europa Plus (samen met de Palikot-Beweging, de SDPL, RACJA, de Unie van Links, de Democratische Partijen PD en SD en de groep rondom voormalig SLD-coryfee Ryszard Kalisz). Toen deze in oktober 2013 werd omgevormd tot de partij Jouw Beweging (Twój Ruch), trad een deel van de PPP-leiding toe.